# Jacques Villon

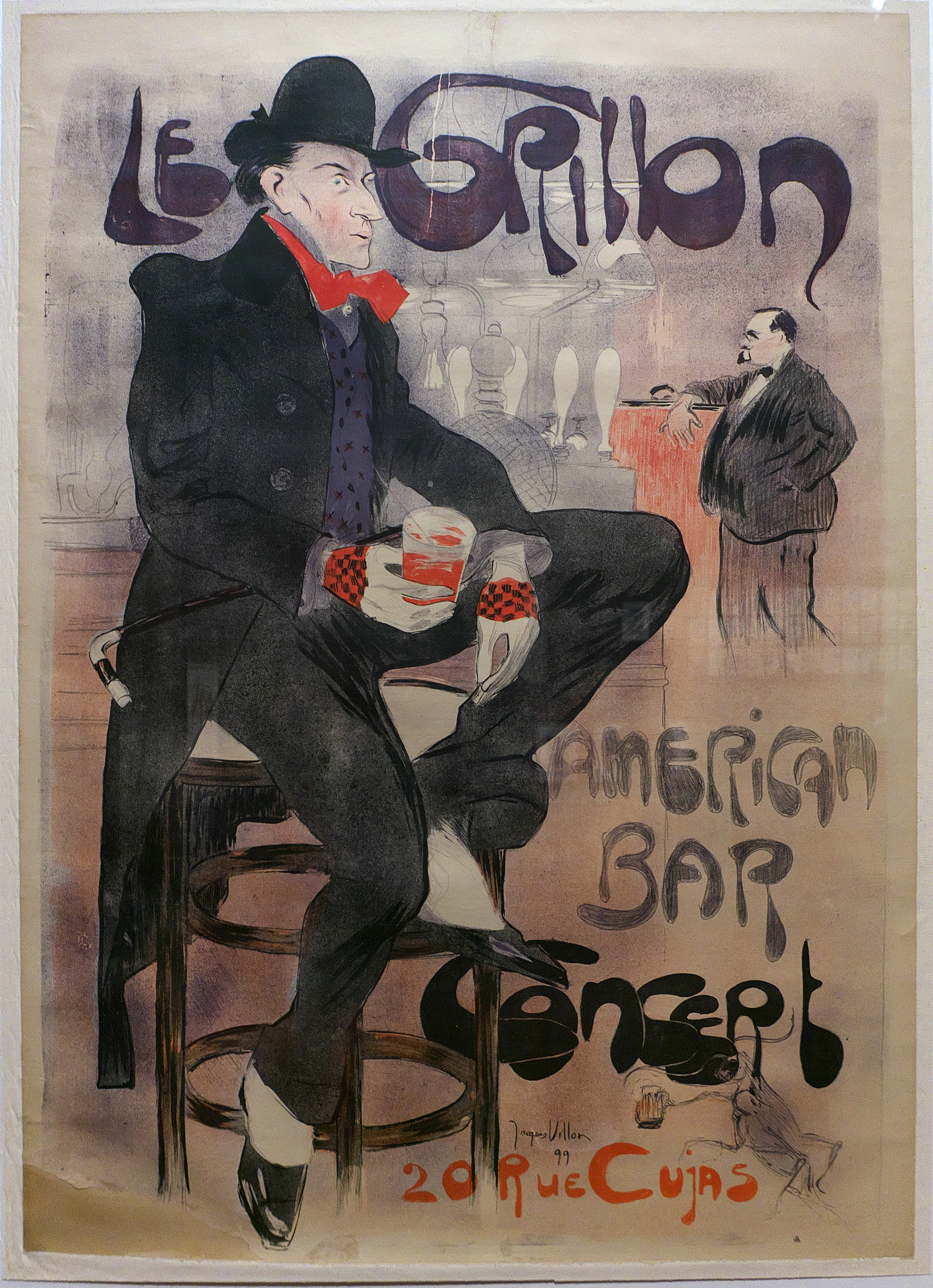
Le Grillon, litografía (1899)

Jacques Villon (nombre por el que es más conocido Gaston Emile Duchamp 31 de julio de 1875 - 9 de junio de 1963) fue un pintor francés influido por el cubismo.
Nacido en 1875 en el pueblo normando de Damville, Gaston Duchamp (adoptó el seudónimo de Jacques Villon en 1895), era el primogénito de la familia formada por el notario Eugéne Duchamp y de Marie-Caroline-Lucie Nicolle, hija de un acomodado agente marítimo de Ruan.
Hermano del artista Marcel Duchamp y del escultor Raymond Duchamp-Villon.
Estudió Derecho en La Sorbona, pero tomó la decisión de abandonar sus estudios durante las navidades de 1895 para dedicarse por completo a la práctica del dibujo y la pintura.
A partir de 1897, empezó a realizar ilustraciones para periódicos humorísticos parisienses que satirizaban la religión, el ejército y otros tantos bastiones de la moral convencional de la época.
Su obra pictórica encuentra sus raíces en el cubismo, pero se aparta de él al incorporar colores brillantes y formas simplificadas.
- Datos: Q452254
- Multimedia: Jacques Villon / Q452254